# 14. Panzer-Division (Wehrmacht)
Die 14. Panzer-Division (14. PD) war ein Großverband des Heeres der deutschen Wehrmacht im Zweiten Weltkrieg. Ihr Vorläufer war die 4. Infanterie-Division, welche vor dem Zweiten Weltkrieg aufgestellt wurde.

## 4. Infanterie-Division

### Aufstellung
Die Division wurde unter dem Decknamen Artillerieführer IV im Oktober 1934 in Dresden-Albertstadt im Wehrkreis IV aufgestellt.
Die Gliederung mit den für den Verband durchgeführten Neuaufstellungen war:
- Divisionsstab (Dresden) (aus 4. Division)
- Infanterie-Regiment 10 (Dresden) (aus 4. Division)
- Infanterie-Regiment 31 (Plauen) (aus Personalstamm IR 11 und Rekruten)
- Infanterie-Regiment 54 (Halberstadt) (aus Personalstamm IR 12 und Rekruten)
- Pionier-Bataillon 4 (Magdeburg) (aus 4. Division)
- Artillerie-Regiment 4 (Dresden) (aus 4. Division)
- Nachschubtruppen Nr. 4

Nach der Verkündung der Wehrhoheit im Jahre 1935 erhielt der Verband am 15. Oktober seine offizielle Bezeichnung 4. Infanterie-Division. Teile der Division wurden 50 km östlich von Köln stationiert und bei der Militarisierung des Rheinlands März 1936 marschierten diese über die Rheinbrücken in den westlichen Teil des Rheinlandes.

### 1939–1940

#### Polenfeldzug
Die 4. Infanterie-Division nahm am Polenfeldzug teil und überquerte am 1. September 1939 die polnische Grenze östlich der Stadt Guttentag in Oberschlesien. Als Teil der 10. Armee dem IV. Armeekorps zugeordnet, wurden die polnischen Befestigungen bei Lubliniec durchbrochen. Der Vormarsch erfolgte im Raum südlich von Tschenstochau über die Warthe durch die Kleinstädte Janow und Włoszczowa auf Kielce, danach im Süden des Gebirges Łysa Góra vorbei, an deren östliche Ausläufer über Opatów zur Weichsel. Bei den Kämpfen mit zurückgehenden Einheiten der polnischen Armee besetzte die Division die Stadt Krasnik und erreichte am 18. September bei Krasnystaw den Fluss Wieprz. Nach der Siegesparade im Raum Lublin übernahm die Division am 11. Oktober bei Włodawa Stellungen am westlichen Ufer des Bug. Nach der Ablösung erfolgte der Rückmarsch über Lublin in den Raum Radom, wo sie Anfang November zum Heimaturlaub verladen und nach Köln abtransportiert wurde. Im Januar 1940 wurde die Division zwischen Olpe und Gummersbach kaserniert, wo das Personal weiter militärisch trainiert wurde.

### Westfeldzug
Anfang Mai 1940 kam die Division über den Rhein und ging für den Westfeldzug im Raum Prüm in der Eifel in Stellung. Die 4. Infanterie-Division diente der 4. Armee zunächst als Reserve und folgte im südlichen Belgien über St. Vith – Houffalize – Bastogne – Rochefort nach. Nach der Überquerung der Maas erfolgte der Vormarsch über Chimay – Hirson und Saint-Quentin nach Peronne an die Somme. Mobile Truppenteile drangen bis südlich von Dünkirchen vor, bis der Haltebefehl aus Berlin und die Knappheit an Kraftstoff die motorisierten Truppenteile zu einer Zwangspause nötigten. In erste schwerere Kämpfe gelangte die 4. Infanterie-Division aber erst nach dem Somme-Übergang im Bereich der 6. Armee. Am 6. Juni durchbrach die Division bei Marchélepot die Weygand-Linie, erreichte am 10. Juni die Oise südwestlich von Compiègne und überschritt die Marne im Raum Meaux. Am 17. und 18. Juni 1940 wurde die Loire-Brücke bei Orléans wiederhergestellt und der Vorstoß weiter auf Romorantin an den Cher-Abschnitt fortgeführt, wo am 21. Juni die Nachricht des Waffenstillstandes die Kriegshandlungen beendete.

### Verlegung zur Umgliederung
Im August 1940 lag die 4. leichte Division auf den Truppenübungsplätzen Königsbrück und Milowitz, um in die 14. Panzer-Division umgegliedert zu werden.

## 14. Panzer-Division
Per 15. August 1940 als 14. Panzer-Division geführt.
Die Gliederung mit den für den Verband durchgeführten Neuaufstellungen war:
- Divisionsstab
- Panzer-Regiment  36
- Schützen-Brigade 14
  - Schützen-Regiment 103
  - Schützen-Regiment 108
  - Kradschützen-Bataillon 64
- Pionier-Bataillon (mot.) 13
- Artillerie-Regiment (mot.) 4
- Aufklärungs-Abteilung (mot.) 40
- Panzerjäger-Abteilung 4
- Nachrichten-Abteilung (mot.)
- Flak-Artillerie-Abteilung (mot.) 276
- Sonstige Versorgungstruppen mit der Nr. 4

### 1941–1943

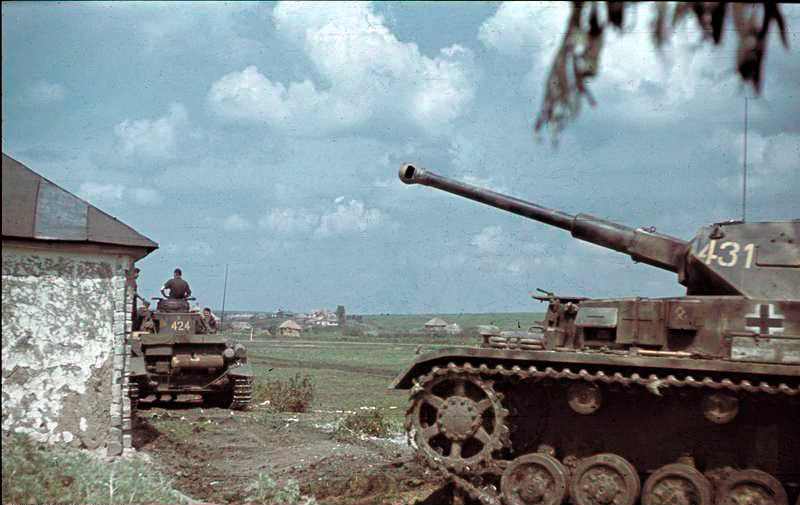
Panzer der 14. Division mit dem Truppenkennzeichen, der Othala-Rune, im Sommer 1942 in der Ukraine

### Balkanfeldzug
Ab März 1941 verlegte die Division nach Ungarn. Nach einem kurzen Einsatz bei der 2. Armee im Balkanfeldzug im Verband des XXXXVI. Armeekorps kam die Division zur Heeresgruppe Süd an die Grenze Wolhyniens.

### Unternehmen Barbarossa
Im Verband des III. Armeekorps der Panzergruppe 1 nahm die Division ab 22. Juni am Russlandfeldzug teil. Sie bildete bei Ustilug einen Brückenkopf über den Westlichen Bug und besetzte Wladimir Wolynsk. Nach dem Ikwa-Übergang fiel ihr im Zusammenwirken mit der 13. Panzer-Division auch Rowno in die Hände. Im Juli 1941 erfolgte der Durchbruch über Schepetowka auf Fastow. Nach dem weiteren Vorstoß zum Dnjepr bei Dnjepropetrowsk erfolgte Anfang September von Süden her über den Brückenkopf bei Krementschug das Eingreifen in der Kesselschlacht von Kiew. Im Oktober überschritt die Division den Don bei Rostow sowie im Dezember den Mius. Zu Beginn des Jahres 1942 stand sie bei Charkow, wo sie im Mai in der Schlacht bei Charkow kämpfte. Im August des Jahres wurde sie der Heeresgruppe B und der 6. Armee zugeteilt. Mit dieser wurde sie dann in der Schlacht um Stalingrad im Januar 1943 vernichtet.

### Stalingrad

#### Kampf um die Vororte

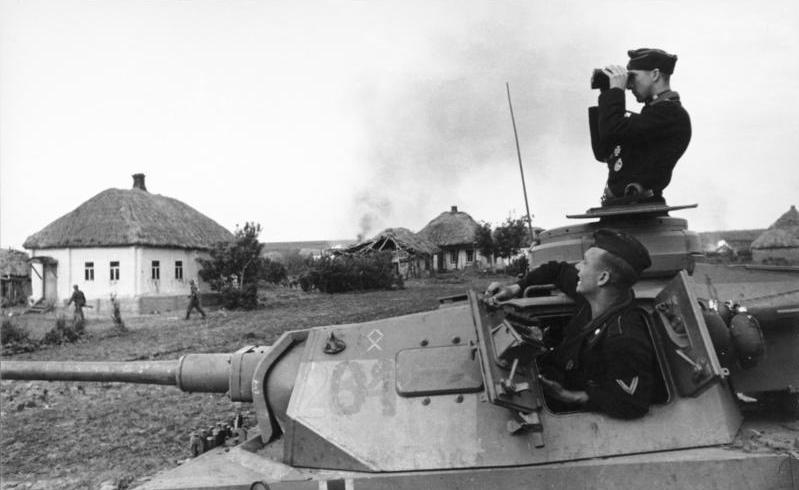
Panzer der 14. Division mit Othala-Runen-Emblem 1942 in Russland

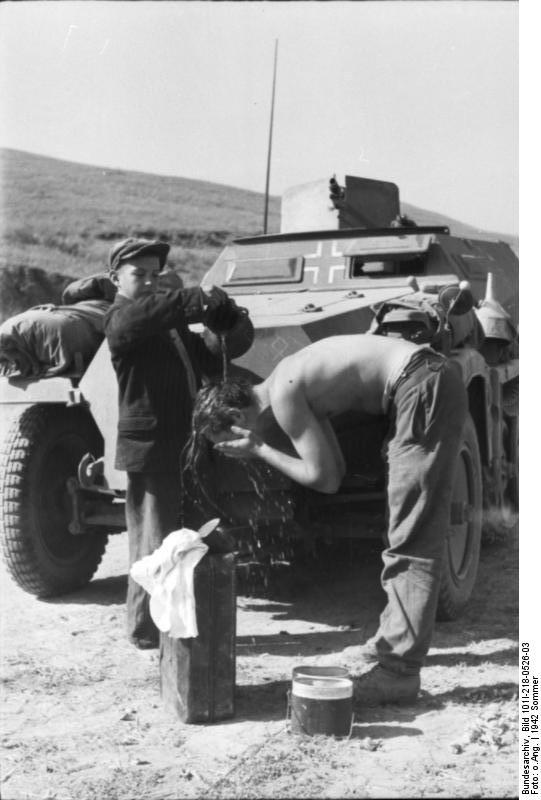
Soldat vor Sd.Kfz 250 der Division (Truppenkennzeichen oberhalb der Schulter des Soldaten), Südrussland, 21. Juni 1942.

Die 14. Panzer-Division war der 4. Panzerarmee unter Generaloberst Hermann Hoth unterstellt und marschierte aus südlicher Richtung auf Stalingrad zu. Der damalige Divisionskommandeur war Generalleutnant Ferdinand Heim. Am 3. September 1942 setzte sich die 14. PD östlich der Bahnstation Woroponowo auf den Angriffssektor in Richtung auf die Ortschaft und gegen die Verteidigungslinien der sowjetischen 33. Gardeschützen-Division südlich der Zariza in Bewegung. Die ersten Vorstöße der 14. PD und 29. Infanterie-Division (mot.) konnten von der sowjetischen 64. Armee bei Peschanka durch intensiven Beschuss aus Katjuscha-Raketenwerfern und sowjetischen Schlachtflugzeugen in der Nacht vom 4. auf den 5. September 1942 aufgehalten werden. Mörsereinschläge verursachten große Verluste unter den in Schützenlöchern in Deckung gegangenen Panzergrenadieren. Am 7. September 1942 mussten die Verbände des XXXXVIII. Panzerkorps (14. PD, 24. PD und 29. ID (mot.)) unter General der Panzertruppe Werner Kempf umgruppiert werden. Am 8. September 1942 entwickelten sich zwischen der 14. PD und der sowjetischen 131. SD sowie der 33. GSD im Raum Woroponowo und Pestschanka neue heftige Gefechte. Dabei gaben die sowjetischen Truppen an, 18 deutsche Kampfpanzer vernichtet zu haben. Die sowjetischen Truppen wurden aus Pelschanke vertrieben, bildeten jedoch zwischen Elschanka und Kuperosnoe eine neue Abwehrlinie. Weiterhin zerschlug eine gemischte Kampfgruppe aus der 14. PD und der 29. ID (mot.) die 131. SD bei der Goriana-Poliana-Kolchose südlich des Vororts Minnina. Am 12. September 1942 erreichte der Kampf um die Stalingrader Vororte seinen Höhepunkt und die 14. PD konnte in die Stellungen der Roten Armee bei Elschanka und Kuporosnoe eindringen. Erst am 16. September 1942 konnten die Stellungen aufgebrochen werden und die Reste der sowjetischen 64. Armee mussten sich in Richtung Norden zurückziehen. Panzerschwadrone der 14. PD unterstützten die 29. ID (mot.) bei den schweren Gefechten um das Sägewerk und das Eletroles-Elektrizitätswerk in der Südstadt Stalingrads. Am 14. September 1942 ergab sich eine Kampfstärke der 14. PD aus vier mittelstarken (500–700 Mann) Infanterie-Bataillonen und einem durchschnittlichen (300–400) Pionier-Bataillon.

#### Einsatz im Stalingrader Seengebiet
Am 29. September 1942 wurde die 14. PD aus dem Südabschnitt abgezogen, nach einer einwöchigen Ruhephase umgruppiert und sollte danach Astrachan an der unteren Wolga einnehmen, was jedoch nicht realisiert wurde. Da vom 29. auf den 30. September 1942 eine sowjetische Gegenoffensive auf die Seenregion 60 bis 75 Kilometer südlich von Stalingrad begann, wurden die 14. PD und 29. ID (mot.) aus ihren Verfügungsräumen befohlen, um dort lokal begrenzt einzugreifen. Es gelang ihnen, die Frontlinie zu stabilisieren.

#### Traktorenwerk
Am 13. Oktober 1942, dem Vorabend des Großangriffs auf das Stalingrader Traktorenwerk, musste die 14. PD mit ihren 50 verbliebenen Kampfpanzern in die Kämpfe um die Stalingrader Industriekomplexe in der Nordstadt eingreifen, zu diesem Zweck wurden sie dem LI. Armeekorps unterstellt. Eingesetzt war die 14. PD (103. und 108. Panzergrenadier-Regiment) innerhalb der Gruppe Jaenicke 400 bis 800 Meter nordöstlich vom Schnellhefterblock und sollte die Eisenbahnlinien und die Schitomirsk-Balka überqueren und dann in den nördlichen und zentralen Abschnitt des Traktorenwerks einbrechen. Der Großangriff begann am 14. Oktober 1942 um 7:30 Uhr nach einem großangelegten Bombenangriff und Artillerieüberfall. Mit Hilfe der Panzer gelang es der 14. PD, in den Südsektor des Traktorenwerks einzudringen und sich dort mit der Kampfgruppe Schulte zu vereinigen. Der heftige Vorstoß der Deutschen brachte ihre Kampfverbände bis 300 Meter an den Armeegefechtsstand von General Tschuikow. Nach Schätzungen der Roten Armee fielen 3.000 deutsche und 10.000 sowjetische Soldaten während des Angriffs auf das Traktorenwerk; Wehrmachtberichte nennen jedoch die Zahl von 538 Verlusten an deutschen Soldaten am 14. Oktober 1942. Die 14. PD verlor lediglich einen ihrer noch verbliebenen 50 Panzer. Am 15. Oktober 1942 wurden die Kämpfe mit unverminderter Härte fortgesetzt. Obwohl Tschuikow an die 50 % seiner Verteidigungsstärke im Sektor Traktorenwerk einbüßte, kämpften zahlreiche kleine Gruppen von Rotarmisten und bewaffneten Arbeitern in den zerstörten Fabrikhallen weiter. Teile des Panzergrenadier-Regiments 103 gelangten bis an die Wolga und mussten sich nach nächtlichen Feuergefechten in der Umgebung der Öltanks eingraben. In Berichten des OKW wurde dies bereits als durchschlagender Erfolg gewertet.

„In Stalingrad rollen deutsche Panzer über Trümmerfelder, bekämpfen die in Kellern verborgenen Bunker und zermahlen im Vordringen gegen festungsartig ausgebaute Fabriken die Barrikaden aus Schutt und zusammengebrochenen Eisenträgern. Wo die Truppe bei Tage nicht mehr abschließen kann, setzt sie ihre Vorstöße im Laufe der Nacht beim gespenstischen Licht zahlreicher Leuchtkugeln gegen die tief im Schatten verborgenen Bolschewiken fort. Verzweifelt wehrt sich der Feind. Unsere Panzer und mit ihnen die Bomben der Kampfflugzeuge aber öffnen immer wieder die Sturmgassen für die Infanterie, die nach den beim OKW vorliegenden Meldungen am 7. Oktober weitere Häuserblocks gestürmt hat.“

Die Kämpfe im Stalingrader Industriebezirk waren die blutigsten und verlustreichsten Begegnungen während der gesamten Stalingradschlacht.

#### Geschützfabrik „Barrikaden“
Nach den spektakulären Erfolgen im Traktorenwerk ordnete Paulus am 16. Oktober 1942 an, die Kampfgruppen des LI. Armeekorps umzugruppieren, um die sowjetischen Stellungen nördlich der Geschützfabrik „Barrikaden“ zu zerstören. Zu diesem Zweck musste sich die 14. PD weiter südlich in die Zone um das Stadion und der Skulpturnaja-Straße begeben. Die Panzergrenadiere befanden sich zu diesem Zeitpunkt gegenüber der Eisenbahnlinie und der Tramwainaja-Straße. Das PzGren-Regiment 108 wurde zunächst noch in Reserve gehalten. In den frühen Morgenstunden entwickelte sich ein schweres Panzergefecht westlich der Tramwainaja-Straße mit getarnten T-34-Panzern der sowjetischen 84. Panzer-Brigade. Katjuscha-Raketenwerfer verhinderten den Einbruch durch deutsche Sturmtruppen. Bis zu den Mittagsstunden wurden 16 sowjetische Panzer vernichtet und 17 deutsche auf der Seite der 14. PD. Der Auftrag lautete, bis Mittagnacht die Hälfte der Geschützfabrik „Barrikaden“ einzunehmen. Gegen 16 Uhr wurde die zentrale Werksstraße von „Barrikady“ eingenommen. In der Nacht vom 16. auf den 17. Oktober 1942 wurde erneut umgruppiert; das Panzergrenadier-Regiment 108 zusammen mit dem 64. Kradschützen-Bataillon erhielt den Skulpturny-Park und die Balka um die Kaluschskaja-Straße als Einsatzraum, das Panzergrenadier-Regiment 103 die Tramwainaja-Straße. Für diesen Zweck wurde das Panzergrenadier-Regiment 108 der 24. Panzer-Division unterstellt. Das Ziel war, Sowjetverbände im Skulpturny-Park und im Viertel Sormosk einzuschließen. Nach dem Erreichen der Ziele sollte das Panzergrenadier-Regiment 108 wieder der 14. PD zugeführt werden. Dabei konnte zur Unterstützung der Panzergrenadiere nur eine Panzerschwadron mit lediglich fünf Panzern unter Leutnant Hans W. Messerschmidt zur Unterstützung bereitgestellt werden. In den Morgenstunden des 17. Oktobers 1942 vernichtete die 14. PD die Verteidigungslinie der sowjetischen 138. SD und konnte zwei Schützen-Regimenter voneinander trennen. Gegen Mittag wurde die Eisenbahnverbindung im Südwesten der Geschützfabrik erreicht. Auch der westliche Stoßkeil mit dem Panzergrenadier-Regiment 108 erreichte den Zielraum ohne größeren Widerstand. Die schwersten Kämpfe entwickelten sich mit den eingeschlossenen Einheiten in den Schützengräben, Schützenlöchern und Erdbunkern im Skulpturny-Park, die drei Tage lang andauerten. Im Laufe der völlig chaotischen und unübersichtlichen Gefechte konnte sich das Panzergrenadier-Regiment 103 mittlerweile im Südwestsektor von „Barrikady“ festsetzen. Am Ende des 17. Oktobers 1942 hatte die 14. PD nur noch 19 einsatzfähige Kampfpanzer. Am 18. Oktober 1942 führte die 305. ID zusammen mit den verbliebenen Panzern der 14. PD ihre Säuberungen in den Tiefen der Geschützfabrik „Barrikaden“ fort, die sich zu äußerst brutalen Kämpfen mit sowjetischen Schützen und Pionieren in den Mauerspalten, Räumen und eingestürzten Fabrikhallen ausweiteten. Je dichter sie sich dem Wolgaufer näherten, desto intensiver und präziser wurde das sowjetische Artilleriefeuer. Die Kämpfe gegen die 308. SD im Somorskviertel hielten ebenfalls an. Die langwierigen und äußerst zähen Gefechte verhinderten das Erreichen der Tagesziele. Die 95. SD konnte die Brotfabrik und die Balkas südöstlich von „Barrikady“ halten.
Tschuikow beschrieb die Härte der Kämpfe am 18. Oktober:

„Wir fühlten nicht nur, dass sich unsere eigenen Dienstgrade ausdünnten und unsere Kräfte schwanden, sondern dass der Gegner seine wahnsinnigen Angriffe nicht unbegrenzt fortsetzen konnte. Sie werden in ihrem eigenen Blut ertrinken. Die Materialreserven des Gegners sind ebenfalls erschöpft. Die Luftwaffe hat ihre Angriffsflüge von dreitausend auf eintausend pro Tag gesenkt. Trotz der gewaltigen Verluste gibt Paulus seinen Plan die Stadt zu nehmen, nicht auf. Irgendwelche unerklärlichen Kräfte treiben den Feind dazu, fortgesetzt anzugreifen. Frische Panzer- und Infanterie-Einheiten erscheinen, und, ungeachtet ihrer Verluste, rollen sie vorwärts gegen das Wolgaufer. Es scheint, als ob Hitler bereit sei, ganz Deutschland für eine einzige Stadt zu opfern. Aber die Deutschen waren nicht mehr das, was sie mal waren. Sogar den frischen Truppen und Verstärkungen war die Bedeutung der Schlacht von Stalingrad bewusst.“

#### Brotfabrik
Schwere Regenfälle vom 19. bis zum 22. Oktober 1942 führten zu einer Verminderung größerer Operationsaktivitäten. Heims 14. PD erhielt den Auftrag, die Brotfabrik im Süden von „Barrikady“ und deren mehrstöckige Schlüsselgebäude zu erobern. Mittlerweile war die Kampfstärke der Regimenter auf Bataillonsniveau mit maximal 1500 bis 2000 Soldaten gesunken. Am 19. Oktober 1942 besaß die 14. PD nur noch elf Panzer. Die Kampfstärke der vier Infanterie-Regimenter war im mittelstarken Zustand (500–700 Mann). Als Voraussetzung für den Angriff auf das Stahlwerk „Roter Oktober“ sollte am 21. Oktober 1942 das verstärkte Jäger-Regiment 54 stark befestigte feindliche Verteidigungsknoten nehmen und sich mit der 14. PD an der Bahnlinie vereinigen. Ein Ziel dieses Unternehmens war die Kantine in der Ecke Kommunalnaja- und Kizliarskaja-Straße im Süden der Kasachia-Balka, zwei Häuserblocks nördlich der Eisenbahnlinie und 600 Meter nordwestlich vom Stahlwerk „Roter Oktober“. Die Kantine wurde vom sowjetischen I. Bataillon des 685. SD (193. SD) gegen drei Infanterie-Kompanien der Gruppe „Weber“ verteidigt. Dieses Gefecht zog sich über einen gesamten Tag hin und verursachte 20 Tote, 131 Verwundete; zudem wurden sieben von zehn Panzern der Gruppe Schulte vernichtet, als sie versuchten, in ein sowjetisches Minenfeld einzubrechen. Bei den Angriffsplanungen auf das Stahlwerk „Roter Oktober“ am 23. Oktober 1942 erhielten die Kräfte der 14. PD (insgesamt drei Kampfgruppen aus Panzergrenadier-Regiment 103, Panzergrenadier-Regiment 108, Panzer-Regiment 36 mit zwölf Panzern und Kradschützen-Bataillon 64) den Auftrag, bei der Eisenbahnlinie nordwestlich der Brotfabrik einzubrechen und das „Hochhaus“ in der Mitte des Planquadrats 72a einzunehmen, danach sollten sie durch die Balkas zur Wolga vorstoßen. Das Ergebnis dieser Operation war ein Geländegewinn von 100 Metern und beinahe die Vernichtung des sowjetischen 347. SR, dann brach der deutsche Angriff zusammen. Der Widerstand der sowjetischen 193. SD verhinderte die Vereinigung der 14. PD mit der 79. ID. Am 25. Oktober wurde dem LI. Armeekorps befohlen, diesen Angriff mit den gleichen Zielen zu wiederholen. Die Divisionsgrenze zwischen der 14. PD und dem 79. ID befand sich an der Zentralnaja-Straße zwischen den beiden Fabrikkomplexen. Das 64. Kradschützen-Bataillon ging erneut gegen die sowjetischen Stellungen des 161. SR / 95. SD vor, während die beiden Panzergrenadier-Regimenter vergeblich versuchten, zwei Schützen-Regimenter der sowjetischen 308. SD in den Balkas um die Stalnaja-Straße zu vernichten. Oppenländer erklärte mittlerweile, dass seine 305. ID nicht mehr in der Lage sei, größere Operationen durchzuführen und die linke Flanke zur 14. PD decken muss. Auch erwiesen sich die Kräfte der 14. PD mittlerweile als zu schwach und zu abgekämpft, um die Brotfabrik und deren umliegende Balkas vollständig in Besitz zu nehmen. In einer dramatischen Kampfoperation erreichte das II. Bataillon des Panzergrenadier-Regiments 103 unter Hauptmann Erich Domaschk, das sich während der Kämpfe in der Traktorenfabrik bewährt hatte, durch eine Balka nach der Überwindung der ersten sowjetischen Verteidigungslinie fast das Wolgaufer, wurde jedoch von Schützen der 308. SD abgeschlagen. Auch die Kradschützen brachen in die Linien des 161. SR ein und konnten einen kleinen Abschnitt der mehrstöckigen Verwaltungsgebäude erobern. Nach einem Gegenangriff musste dieses Gelände jedoch wieder aufgegeben werden.
Generalleutnant Ferdinand Heim berichtete am 24. Oktober 1942 an das Hauptquartier des LI. Armeekorps über die Schwere der erlittenen Verluste:

„9 Uhr Brotfabrik, Die Grabenstärke der Division liegt mittlerweile bei ungefähr 750 Soldaten. Der Divisionskommandeur glaubt, dass ohne Verstärkungen keine nennenswerte Fortschritte mehr gemacht werden können.“

Während der schweren Kämpfe in der Brotfabrik gelang es einer von Heims Kampftruppen, einen Stoßkeil zwischen der 308. und 193. SD zu treiben und den Gefechtsstand von Gurtjew zu erobern. General Schmechotworow von der 193. SD stellte eine Gruppe aus zehn Maschinenpistolenschützen zusammen und leitete persönlich die Suche nach dem verschollenen Gurtjew, der dann in seinem Versteck gefunden werden konnte. Am Ende des Tages überlebten lediglich 40 Grenadiere des Panzergrenadier-Regiments 103; die gesamte 14. PD besaß nicht mehr als elf Panzer. Im Ergebnis wurde der Frontbogen der 62. Armee zwischen Geschützfabrik „Barrikaden“ und Stahlwerk „Roter Oktober“ leicht eingedrückt und die 14. PD stand an der Maschinnaja-Straße.

„Heeresgruppe B: Südlich von Stalingrad beiderseitiges Artillerie-Störfeuer. 79. Infanterie-Division gewann Eisenbahn an Westrand des Metallurgischen Werkes (1. Angriffsziel) und stieß mit Stoßtruppen gegen die Mitte des Werkes vor. Die großen Werkhallen wurden genommen. Kämpfe dauern noch an. 14. Panzer-Division räumte Widerstandsnester in der Brotfabrik aus. Nach unbestätigten Meldungen ist ein Stoßtrupp der 79. Infanterie-Division bis zur Wolga durchgestoßen. Wetter im Raume Stalingrad: wechselnd bewölkt, kühl, trocken.“

Paulus wies seine Divisionen an, ihre Operationen in der Umgebung der Geschützfabrik „Barrikaden“ und Stahlwerk „Roter Oktober“ in einem kleineren Umfang, um Kräfte zu schonen, zu wiederholen. Diese Aktionen wurden zu einer „schmerzhaft“ schwierigen, langwierigen und sinnlosen Operation ohne größere Erfolge in der Balka südlich der Geschützfabrik und dem dichten Netzwerk von teilweise zerstörten Gebäuden im Abschnitt der Brotfabrik. Während die Angriffe der 79. ID im Stahlwerk „Roter Oktober“ in den Werkhallen stagnierten, setzte Heims Panzer-Division ihre Bemühungen fort, die Brotfabrik und die taktisch bedeutsamen Gebäude in der Umgebung am 25. Oktober 1942 endgültig unter Kontrolle zu bekommen. Dabei machte das 64. Kradschützen-Bataillon Fortschritte bei einer Unternehmung im zweiten Gebäude im Ostteil der Fabrik. Der erste Angriff kollabierte im schweren Artillerie-Abwehrfeuer und erst im zweiten Sturm konnte der Gebäudekomplex genommen werden. Der Südteil wurde nach einem kurzen und heftigen Gegenangriff von den Rotarmisten zurückerobert. Beide Panzergrenadier-Regimenter waren auf Kompaniegröße geschrumpft und Gurtjews zwei Schützen-Regimenter bestanden aus kaum noch 200 Soldaten, die sich in der Balka südlich der Brotfabrik eingruben. Die Panzergrenadiere näherten sich auf wenige zehn Meter dem Wolgaufer, wobei sämtliche Kompaniechefs fielen und die leitende Kampfgruppe nur noch aus 20 Soldaten bestand. Am gleichen Tag gewann die ebenfalls stark geschwächte 305. ID unter Oppenländer im Nordostsektor der Geschützfabrik an Boden. Tschuikow bemerkte später, dass insbesondere die neu an die Stalingradfront herangeführten Infanteristen kaum an die äußerst harten Nahkämpfe gewohnt waren. Obwohl die gegnerischen Sturmtruppen eine fünffache Überlegenheit besaßen, waren sie nicht in der Lage, die schwer verteidigten Hallen zu nehmen. Am 26. Oktober 1942 sank die Kampfstärke auf vier schwache Infanterie-Bataillone mit 300 bis 400 Soldaten. Nach 36 Stunden ununterbrochener Feuergefechte schien es für einen kurzen Augenblick, als ob es dem LI. Armeekorps gelänge, die sowjetische 62. Armee zwischen der Geschützfabrik „Barrikaden“ und dem Stahlwerk „Roter Oktober“ zu spalten. An diesem Tag konnte eine gemischte Kampfgruppe unter Leutnant Joachim Stempel das zweite Verwaltungsgebäude der Brotfabrik vollständig einnehmen. Stempels Panzergrenadiere nutzten die Verwirrung unter den Sowjetsoldaten und bewegten sich durch die Khwost-Balka zwischen der Brotfabrik und der Stalnaja-Straße auf das Wolgaufer zu. Die Schützen des 685. SR wurden auseinandergetrieben und vernichtet, bis sie sich in der Glubokaja-Owrag-Schlucht nördlich der Matrosnaja-Straße erneut sammelten. Die Häuseransammlung an der Mündung der Balka und einige hundert Meter nördlich des Fähranlegers konnte erobert werden. Diese Operation reduzierte die Soldatenanzahl aus Stempels Einheit auf vierzig. Der Fähranleger wurde nur schwach von verwundeten sowjetischen Matrosen verteidigt. Stempel forderte dringend Nachschub an und erhielt achtzig 18- bis 19-jährige Infanteristen, die zuvor noch nie einen Schuss abgegeben hatten. Nach weiteren 48 Stunden Gefecht waren die meisten von ihnen gefallen oder schwer verwundet. Die sowjetische 62. Armee bot ebenfalls frische Truppen der 193. SD auf und zwang die Panzergrenadiere dazu, sich aus dem gewonnenen Areal zurückzuziehen.

„Heeresgruppe B: In Stalingrad selbst wurden starke feindliche Gegenangriffe gegen das Metallurgische Werk von Süden und Nordosten abgewehrt. In der Brotfabrik konnten weitere Teile gesäubert werden. Nördlich davon wurden weitere Widerstandsnester im Hintergelände in Kellern und Gängen ausgeräumt.“

Die schweren Verluste auf beiden Seiten brachte eine vorübergehende Einstellung der Kampfhandlungen in diesem Sektor. Im Oberkommando der Wehrmacht ignorierte man das Scheitern dieser Operation und berichtete am 27. Oktober 1942:

„In Stalingrad drangen deutsche Angriffsverbände in ihrem Abschnitt östlich der Brotfabrik bis zur Wolga vor und nahmen dem Gegner große Gebiete der Stadt.“

Der Versuch, den Fähranleger zu erobern, wurde vom 28. bis zum 29. Oktober 1942 fortgesetzt, vereinzelt konnten sich Maschinenpistolenschützen immer wieder an das Steilufer vorarbeiten, wurden jedoch stets im Nahkampf blutig zurückgewiesen. Trotz steigender Verluste und immer weniger zur Verfügung stehender Panzer wurden die gewaltsamen Erkundungsversuche unablässig fortgesetzt. Die 14. PD vergrößerte beständig ihren Stoßkeil und drängte die Regimenter der 193. SD auf die Linie der Umanskaja-Straße zurück, ungefähr drei Blocks vom Nordende der Brotfabrik entfernt, das 109. Gardeschützen- und das 10. Schützen-Regiment wurde einen Häuserblock südlich der Maschinnaja-Straße an die Wolga gedrückt. Die Division berichtete, dass am 27. Oktober 1942 13 Soldaten fielen, 77 verwundet und zwei vermisst wurden, am 28. Oktober 22 Gefallene, 106 Verwundete und sieben Vermisste und am 29. 15 Gefallene, 81 Verwundete und zehn Vermisste. Die Vermisstenanzahl war durch die chaotischen Nahkämpfe auf kurzer Distanz und die zahlreichen sowjetischen Gegenangriffe begründet; viele der Soldaten wurden nicht wiedergefunden. Am 24. Oktober bestand die 14. PD noch aus 1640 Soldaten, am 25. Oktober waren es nur noch 750. Am 31. Oktober 1942 besaß die 14. PD lediglich elf Panzer und war kaum noch einsatzfähig.

#### Operation Hubertus
Während der Operation Hubertus im November 1942 verblieb die 14. PD im Sektor zwischen der Geschützfabrik „Barrikaden“ und dem Stahlwerk „Roter Oktober“ gegenüber dem nördlichen Wolgafähranleger, dessen Verteidigung die sowjetische 62. Armee sehr viel Blut gekostet hatte. Aus der 14. PD, 79. ID und 24. PD wurde eine gemischte Kampfgruppe formiert, welche die Speerspitze der Operation bilden sollte. Aus der 14. PD wurde die Kampfgruppe Seydel mit 13 Panzern gebildet; die beiden verbliebenen Infanterie-Bataillone wurden mit jeweils 700 Soldaten aufgefüllt und kämpften am 5. November 1942 gegen die 95. SD am Lenin-Prospekt. Insgesamt spielte die 14. PD nur noch eine untergeordnete Rolle während der Operation Hubertus und ihre Hauptaufgabe lag in der Unterstützung der 305. ID unter Steinmetz. Die Gruppe Seydel erhielt den Auftrag, die rechte Flanke der 305. ID zu sichern. Am 13. November sollten die verbleibenden acht Panzer der 14. PD zusammen mit der 305. ID und den Sturmpionieren die eingeschlossene sowjetische 138. SD in ihrem Brückenkopf „Ljudnikows Insel“ niederkämpfen. Die Operation Hubertus brachte insgesamt nur minimale Geländegewinne und brachte letztendlich eine enorme Schwächung der abgekämpften Verbände in den Stalingrader Industriekomplexen. Am 16. November 1942 erhielt die 14. PD den Befehl, sich auf einen raschen Abzug aus ihrem Operationsgebiet vorzubereiten, da an anderen Abschnitten der Stalingradfront Gegenangriffe befürchtet wurden, was eine mobile Verteidigung notwendig machen würde. In dieser Zeit musste die Gruppe Seydel eine Reihe schwerer Gegenangriffe der 95. SD an der Balka südöstlich der Brotfabrik abwehren. Bis zum Beginn der sowjetischen Operation Uran am 19. November 1942 lagen die Panzergrenadiere der 14. PD in ihrem Abschnitt zwischen Brotfabrik und Wolgaufer im Kampf.

### Wiederaufstellung
Nach der Vernichtung in Stalingrad wurde die Division bei der Heeresgruppe D von März bis August 1943 in Südfrankreich neu aufgestellt. Im September 1943 erfolgte die erneute Verlegung in die Ukraine, diesmal in den Bereich Krywyj Rih.

### 1944–1945
Von Januar bis März 1944 lag die Division bei Tscherkassy, um sich dann mit der Heeresgruppe Südukraine über den Pruth zurückzuziehen. Über Iași durch Rumänien, Ungarn, Böhmen und Mähren und Polen erfolgte der Rückzug ins Kurland. Im Juni begann die Offensive der sowjetischen Streitkräfte die deutsche Front aufzureiben und trennte die Heeresgruppe Nord von der Heeresgruppe Mitte. Die Heeresgruppe Nord zog sich bis zur zwischen Riga und südlich Libau neu geschaffenen HKL zurück, die sie (ab Januar in Heeresgruppe Kurland umbenannt) bis zur Kapitulation verteidigte. In der Nähe von Preekuln war die 14. PD stationiert, die im Rahmen der 18. Armee mit ihren wenigen verbliebenen Tiger-Panzern, Sturmgeschützen und PzKpfw IV als „Feuerwehr“ eingesetzt wurde. Nach sechs Kurlandschlachten, in denen die Ostseehäfen Libau und Windau verteidigt wurden, kapitulierte die Division dann am 9. Mai 1945 mit der gesamten Heeresgruppe Kurland und ging unter den Befehlshabern Generaloberst Hilpert (16. Armee) und General der Gebirgsjäger Volckamer von Kirchensittenbach in Gefangenschaft. Über 40 Generäle, 8000 Offiziere, über 180.000 Soldaten und knapp 14.000 lettische Freiwillige gingen in Gefangenschaft.

## Vergleichende Gliederung

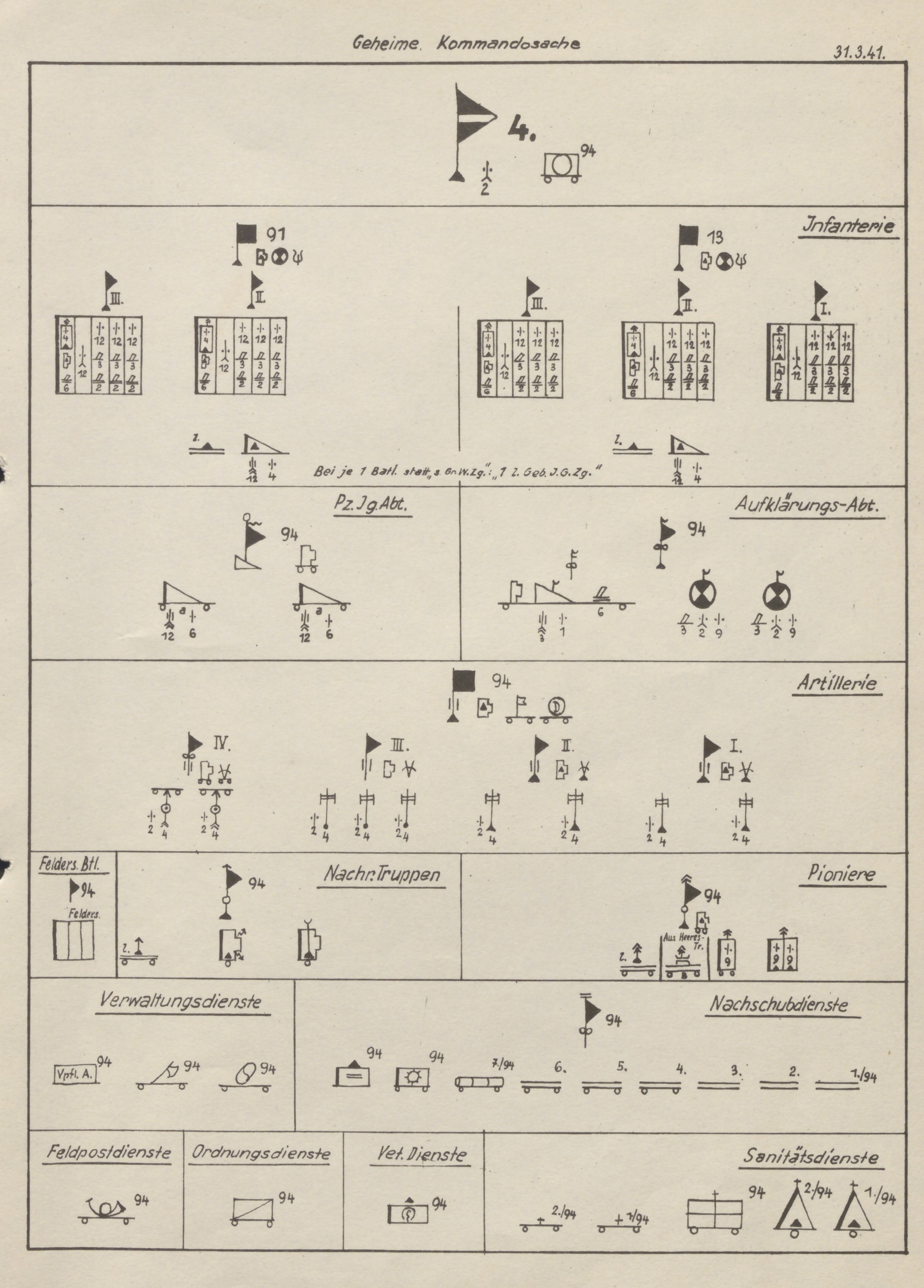
Gliederung der 4. Inf. Div. am 31. März 1941, taktische Zeichen

| 4. Infanterie-Division 1936                                                 | 14. Panzer-Division 1941                                              | 14. Panzer-Division 1943                                        |
| --------------------------------------------------------------------------- | --------------------------------------------------------------------- | --------------------------------------------------------------- |
|                                                                             | - Panzer-Regiment 36                                                  |                                                                 |
| - Infanterie-Regiment 10 - Infanterie-Regiment 52 - Infanterie-Regiment 103 | - Schützen-Brigade 14 - Schützen-Regiment 103 - Schützen-Regiment 108 | - Panzer-Grenadier-Regiment 103 - Panzer-Grenadier-Regiment 108 |
|                                                                             | - Kradschützen-Bataillon 64                                           |                                                                 |
| - Artillerie-Regiment 4 - I./Artillerie-Regiment 40                         | - Artillerie-Regiment 4                                               | - Panzer-Artillerie-Regiment 4                                  |
|                                                                             |                                                                       | - Heeres-Flak-Abteilung 276                                     |
| - Aufklärungs-Abteilung 4                                                   | - Aufklärungs-Abteilung 40                                            | - Panzer-Aufklärungs-Abteilung 14                               |
| - Panzerabwehr-Abteilung 4                                                  | - Panzerjäger-Abteilung 4                                             | - Panzerjäger-Abteilung 4                                       |
| - Pionier-Bataillon 13                                                      | - Panzer-Pionier-Bataillon 13                                         | - Panzer-Pionier-Bataillon 13                                   |
| - Nachrichten-Abteilung 4                                                   |                                                                       |                                                                 |
| - Divisions-Nachschubeinheiten 4                                            | - Versorgungstruppen 4                                                | - Panzer-Versorgungstruppen 4                                   |

## Kommandeure

### 4. Infanterie-Division
- Generalleutnant Erich Raschick – 1. Oktober 1934 bis 10. November 1938
- Generalleutnant Erik Hansen – 10. November 1938 bis zur Umgliederung

### 14. Panzer-Division
- Generalmajor Heinrich von Prittwitz und Gaffron – 1. Oktober 1940 bis 22. März 1941
- Generalmajor Friedrich Kühn – 22. März 1941 bis 30. Juni 1942
- Generalmajor Ferdinand Heim – 1. Juli bis 31. Oktober 1942
- Oberst Hans Freiherr von Falkenstein – 1. bis 15. November 1942
- Generalmajor Johannes Baeßler – 16. bis 26. November 1942
- Oberst/Generalmajor Martin Lattmann – 26. November 1942 bis 14. Januar 1943
- Oberst Günther Ludwig – 14. Januar bis 31. Januar 1943

Neuaufstellung
- Oberst/Generalmajor Friedrich Sieberg – 1. April bis 29. Oktober 1943
- Oberst Karl-Max Grässel – 29. Oktober bis 30. Oktober 1943
- Oberst/Generalmajor Martin Unrein – 30. Oktober 1943 bis 23. März 1944
- Oberst Karl-Max Grässel – 23. März bis 7. Mai 1944
- Generalmajor Martin Unrein – 7. Mai bis 1. September 1944
- Oberst Werner Mummert – 1. September bis 5. September 1944
- Oberst Oskar Munzel – 5. September bis 25. November 1944
- Generalmajor Martin Unrein – 25. November 1944 bis 10. Februar 1945
- Oberst Friedrich-Wilhelm Jürgen – 19. Februar bis 22. März 1945
- Oberst Paul Lüneburg – 22. März bis 25. März 1945
- Oberst Karl-Max Gräßel – 25. März 1945 bis zur Kapitulation

## Bekannte Divisionsangehörige
- Heinz Adler (1918–1997), von 1972 bis 1977 Brigadegeneral des Heeres der Bundeswehr, Kommandeur des Artilleriekommandos 1
- Heinrich Gerlach (1908–1991), Autor
- Werner Günther (1913–1986), Jurist
- Ottomar Hansen (1904–1993), von 1961 bis 1964 Generalmajor des Heeres der Bundeswehr, Befehlshaber im Wehrbereich IV
- Herbert Zimmermann (1917–1966), Sport-Radioreporter beim Nordwestdeutschen Rundfunk (NWDR)

## Rezeption

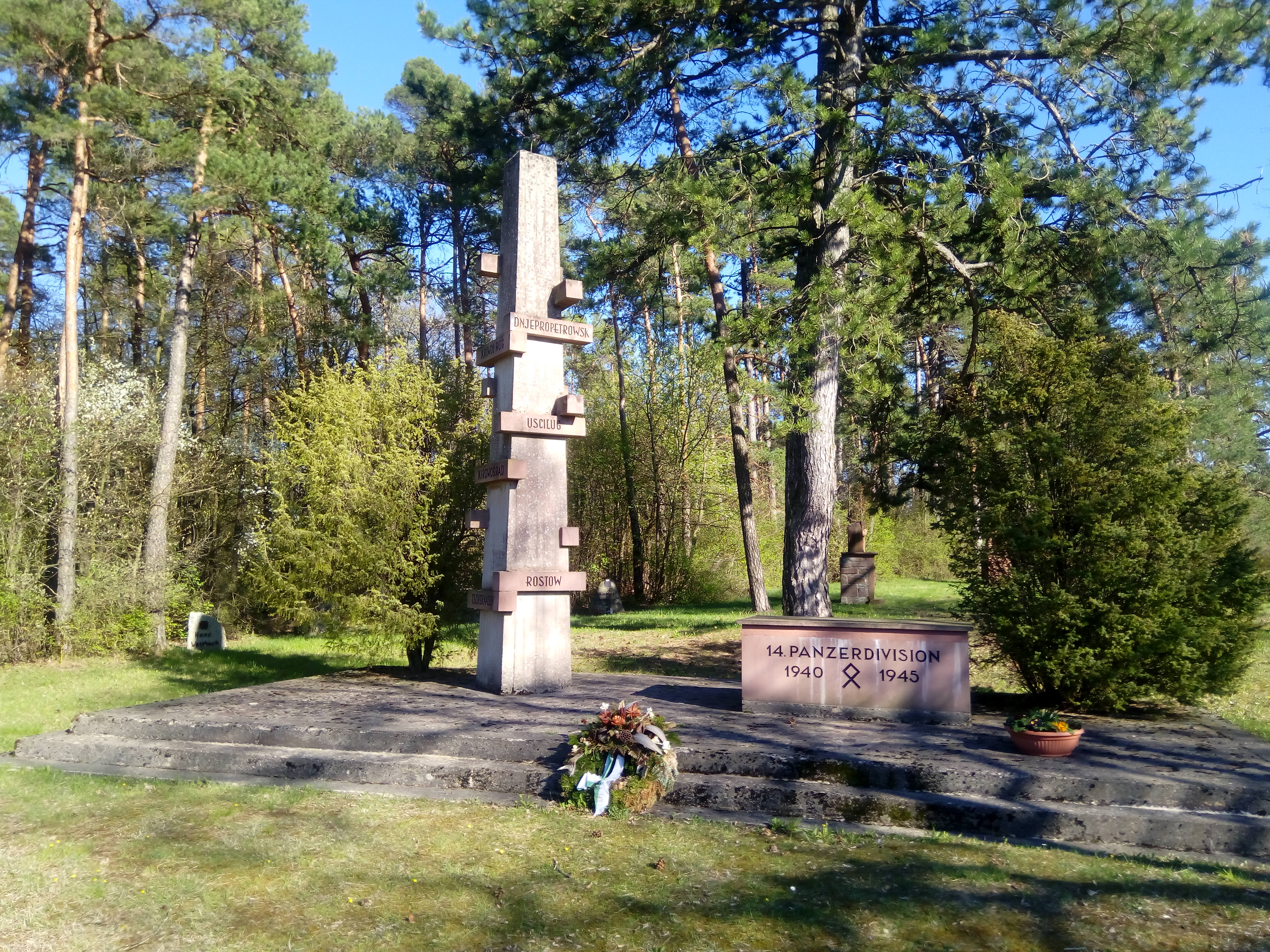
Gedenkstätte der 14. Panzerdivision

Zur Rezeption der 14. Panzerdivision im 21. Jahrhundert ist eine Gedenkstätte (Standort) südlich von Külsheim in einem Waldgebiet in der Nähe der Balz-Ries-Kapelle bekannt.